# Fuglehuken
Le Fuglehuken est un cap de l'extrémité Nord de l'île de Prins Karls Forland au Svalbard. 
Son point culminant est le Fuglehukfjellet à 583 mètres d'altitude.  

## Histoire
Willem Barentz le nomme « Vogel Hoek » en 1596. Un petit cimetière de baleiniers y témoigne de la fréquentation du territoire ainsi que des huttes en ruines datant de 1929.
Une balise radio y a été installée en 1946.